# وانیپولا
وانیپولا (به لاتین: Wannipola) یک منطقهٔ مسکونی در سری‌لانکا است که در استان مرکزی (سری‌لانکا) واقع شده‌است.